# Noturnos, Op. 9 (Chopin)

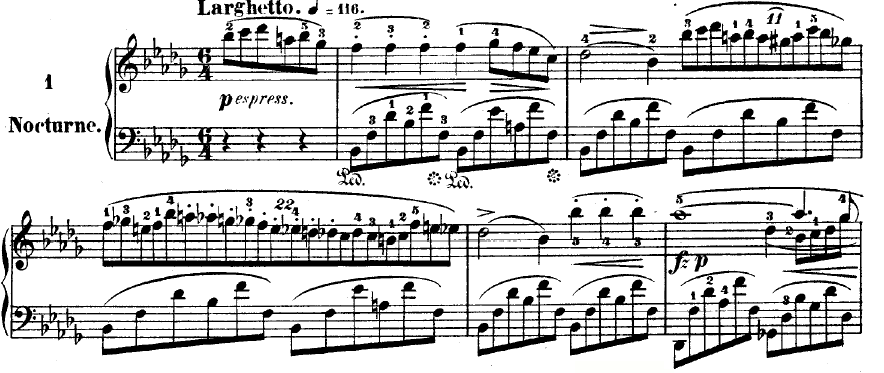
Abertura e tema principal do Noturno No. 1

Os Noturnos, Op. 9 são um conjunto de três noturnos escritos por Frédéric Chopin entre 1830 e 1832 e dedicados a Madame Camille Pleyel. A obra foi publicada em 1832.

## Lista
- Noturno em Si bemol menor, Op. 9, n.º 1
- Noturno em Mi-bemol maior, Op. 9, n.º 2
- Noturno em Si maior, Op. 9, n.º 3

## Noturno em Si bemol menor, Op. 9, n.º 1
Este noturno possui uma liberdade rítmica que veio a caracterizar os trabalhos posteriores de Chopin. A mão esquerda apresenta uma sequência de seguida de colcheias em harpejos simples ao longo de toda a peça, enquanto que a mão direita se move com liberdade em padrões de sete, onze, vinte, e vinte e duas notas.
A secção de abertura direcciona até uma secção intermédia contrastante, que flui novamente para o material de abertura numa passagem em transição onde a melodia se sobrepõe a dezessete compassos consecutivos de acordes em ré bemol maior. A reprise da primeira secção vem beber dessa parte anterior e o noturno termina calmamente com uma terceira picarda.

## Noturno em mi bemol maior, Op. 9, n.º 2

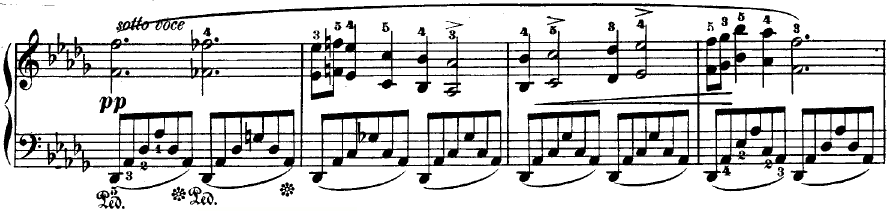
O segundo tema.

Andante a 12/8.

## Noturno em si maior, Op. 9, n.º 3
Allegretto a 6/8.